# Andrés Eloy Blanco (homme politique)
Pour les articles homonymes, voir Andrés Eloy Blanco et Blanco.
Andrés Eloy Blanco (Cumaná, Venezuela, 6 août 1896 - Mexico, 21 mai 1955) était un poète, avocat, humoriste et homme politique vénézuélien, inclus dans la Génération de 1928.